# Distrito de Yabrud
El distrito de Yabrud (en árabe: منطقة يبرود‎, también llamado Yabroud o Yabrood) es un distrito (mantiqah) de la gobernación de la Campiña de Damasco en Siria. En el censo de 2004 contaba con una población de 48.370 habitantes. La capital del distrito es la ciudad de Yabrud.
Junto con el distrito de An-Nabek, Yabrud forma parte de una región montañosa conocida Qalamun (transliterado en ocasiones como Qalamūn, Qalamoun, Kalamon o Kalamoun), y por ella se extienden las montañas de Qalamun.

## Divisiones
El distrito de Yabrud se divide en 2 subdistritos o Nāḥiyas (población según el censo de 2004):